# Praktica M
Die Praktica M ist eine Kamera der Praktica-B-Baureihe des Herstellers Pentacon aus Dresden. Die in der DDR gefertigten Fotoapparate wurden auch  exportiert. Sie ist eine Spezialversion der Praktica BCA zum Anschluss an Mikroskope, deshalb verfügt sie weder über einen Blitzanschluss noch einen Selbstauslöser.

## Technische Merkmale
- spezieller Bajonettanschluss zum Anschluss an Mikroskope
- Filmempfindlichkeit einstellbar von ASA 12 - 3200
- Anschlussmöglichkeit für Motorwinder
- beim Öffnen der Rückwand rückstellendes Bildzählwerk
- 4xLR44 Batterie (V 28PX, 6 Volt)